# Colonia Valle Bonito
Colonia Valle Bonito är en ort i Mexiko.   Den ligger i kommunen Puente de Ixtla och delstaten Morelos, i den sydöstra delen av landet, 90 km söder om huvudstaden Mexico City. Colonia Valle Bonito ligger 925 meter över havet och antalet invånare är 320.
Terrängen runt Colonia Valle Bonito är platt österut, men västerut är den kuperad. Runt Colonia Valle Bonito är det ganska tätbefolkat, med 214 invånare per kvadratkilometer. Närmaste större samhälle är Zacatepec, 16,4 km öster om Colonia Valle Bonito. Omgivningarna runt Colonia Valle Bonito är en mosaik av jordbruksmark och naturlig växtlighet.